# Griekenland op de Olympische Winterspelen 1976
Tijdens de Olympische Winterspelen van 1976, die in Innsbruck (Oostenrijk) werden gehouden, nam Griekenland voor de achtste keer deel.

## Deelnemers en resultaten

### Alpineskiën
| Olympiër         | Discipline       | Resultaat | Prestatie                          |
| ---------------- | ---------------- | --------- | ---------------------------------- |
| Thomas Karadimas | afdaling (m)     | 65e       | 2.14,69 (+28,96)                   |
| Thomas Karadimas | reuzenslalom (m) | 50e       | 4.53,63 (+1.26,66) 2.19,06+2.34,57 |
| Thomas Karadimas | slalom (m)       | dnf-1     | opgave run 1                       |
| Spyros Theodorou | afdaling (m)     | 66e       | 2.17,08 (+31,35)                   |
| Spyros Theodorou | reuzenslalom (m) | 49e       | 4.29,08 (+1.02,11) 2.12,79+2.16,29 |
| Spyros Theodorou | slalom (m)       | dnf-1     | opgave run 1                       |

### Langlaufen
| Olympiër                 | Discipline | Resultaat | Prestatie              |
| ------------------------ | ---------- | --------- | ---------------------- |
| Athanasios Koutsogiannis | 15 km (m)  | 78e       | 1:07.49,43 (+23.50,96) |
| Athanasios Koutsogiannis | 30 km (m)  | 67e       | 2:21.20,64 (+50.51,26) |
| Efstathios Vogdanos      | 15 km (m)  | 75e       | 1:05.51,28 (+21.52,81) |
| Efstathios Vogdanos      | 30 km (m)  | dnf       | opgave                 |

Andorra · Argentinië · Australië · België · Bondsrepubliek Duitsland · Bulgarije · Canada · Chili · Duitse Democratische Republiek · Finland · Frankrijk · Griekenland · Groot-Brittannië · Hongarije · IJsland · Iran · Italië · Japan · Joegoslavië · Libanon · Liechtenstein · Nederland · Nieuw-Zeeland · Noorwegen · Oostenrijk · Polen · Roemenië · San Marino · Sovjet-Unie · Spanje · Taiwan · Tsjecho-Slowakije · Turkije · Verenigde Staten · Zuid-Korea · Zweden · Zwitserland